# مغامر
المغامر أو المغامرة للمؤنث، هو الشخص الذي يبحث عن المغامرات أو الذي يقوم بها، وغالبا ما تكون هذه المهنة مذكورة في أعمال الخيال والفانتازيا والأفلام وليس في الواقع.